# مانويل فرناندو زوريتا
مانويل فرناندو زوريتا (بالإسبانية: Manuel Fernando Zurita)‏ (و. القرن 20  م) هو سياسي، ودبلوماسي من نيكاراغوا .